# Чакпацький сільський округ
Чакпа́цький сільський округ (каз. Шақпақ ауылдық округі, рос. Чакпакский сельский округ) — адміністративна одиниця у складі Тюлькубаського району Туркестанської області Казахстану. Адміністративний центр — село Шакпак-Баба.
Населення — 3657 осіб (2021; 3518 у 2009, 3345 у 1999, 3409 у 1989).
Станом на 1989 рік існувала Чакпацька сільська рада (села Високе, Новоніколаєвка, селища Абаїл, Роз'їзд 114, Роз'їзд 115). Пізніше село Новоніколаєвка, селища Абаїл та Роз'їзд 115 утворили окремий Джабаглинський сільський округ.

## Склад
До складу округу входять такі населені пункти:
| Населений пункт               | Колишні назви | Населення, осіб (1989) | Населення, осіб (1999) | Населення, осіб (2009) | Населення, осіб (2021) |
| ----------------------------- | ------------- | ---------------------- | ---------------------- | ---------------------- | ---------------------- |
| Роз'їзд 114, станційне селище | -             | 250                    | 258                    | 233                    | 184                    |
| Шакпак-Баба, село             | Високе        | 3159                   | 3087                   | 3285                   | 3473                   |